# Shark Side of the Moon
Shark Side of the Moon ist ein US-amerikanischer Science-Fiction-Tierhorrorfilm aus dem Jahr 2022 von Glenn Campbell und Tammy Klein.

## Handlung
Während des Kalten Krieges experimentiert die Sowjetunion in einer Forschungsanlage mit Mensch-Haie-Hybriden. Diese entpuppten sich schließlich als unzerstörbar und hochaggressiv. Bei einem Zwischenfall im Labor schafften es einige der Versuchstiere freizukommen. Da eine Tötung der Haie scheiterte, verhinderte der Kosmonaut Sergei die Flucht der Haie in den Ozean, indem er sie in ein Spaceshuttle lockte und mit ihnen zum Mond flog; wohl wissend, nie wieder heimzukehren. Rund vierzig Jahre später führt Commander Nicole Tress eine Mondmission an, zu deren Besatzung Liam, Josie und Owen Watson gehören. Ihre Mission ist, ein kaputtes Modul zu reparieren.
Als sie sich in der Nähe des Mondes befinden, wird das Raumschiff vom Mond aus angegriffen. Schwer getroffen muss mit dem Raumschiff auf der Rückseite des Mondes notgelandet werden. Schnell stellen sie fest, dass die Mensch-Hai-Hybriden in den letzten Jahrzehnten hochzivilisierte Städte erbaut und fortschrittliche Technologien erforscht haben. Dazu gehören auch die Waffen, wodurch ein Beschuss vom Raumschiff sogar vom Mond aus möglich war. Zu Überraschung der Raumfahrer begegnen sie schließlich Sergei, der die letzten vierzig Jahre ebenfalls auf dem Mond verbrachte. Dort zeugte er eine Hai-Hybrid-Tochter namens Akula.
Die beiden bitten die US-amerikanischen Astronauten, sie mit auf die Erde zu nehmen. Im Gegenzug helfen sie bei der Beschaffung der Ersatzteile für das Raumschiff und bei der Reparatur. Allerdings planen auch die humanoiden Haie, das Raumschiff unter ihre Kontrolle zu bringen und die Erde zu erobern.

## Hintergrund
Der Filmtitel spielt auf die englische Redewendung „Dark Side of the Moon“ für die Mondrückseite, den Ort, an dem große Teile der Filmhandlung stattfinden, an. Dabei wird das englische Wort Dark für dunkel durch Shark für Hai ersetzt.

### Produktion
In den Hauptrollen sind Maxi Witrak als Commander Nicole Tress, Ego Mikitas als Russe Sergei und Tania Fox in der Rolle von dessen Tochter als Hai-Menschen-Hybride Akula, russisch Акула für Hai, zu sehen. Die mutierten Haie werden teils von verkleideten Menschen oder per CGI dargestellt.

### Veröffentlichung
Der Film erschien am 12. August 2022 auf der Over-the-Top-Content-Plattform und Streaming-Dienst Tubi in den USA.

## Rezeption
Filmfutter befindet, dass sowohl die „animierten Hai-Menschen“ als auch der „animierte Mond“ schlecht dargestellt wären. Kritisiert werden auch die Dialoge, die spöttisch beurteilt „nicht gerade von Shakespeare geschrieben wurden“. Final wird geschrieben, „für einen bierseligen Filmabend unter Trashliebhabern, denen Iron Sky etwas zu niveauvoll war, könnte der Film genau das Richtige sein“.
Voices from the Balcony vergleicht die Effekte mit Science-Fiction-Filmen aus den 1950er Jahren und ist umso erschrockener, da Regisseur Glenn Campbell vormals als Effektkünstler arbeitete. Bemängelt werden auch die vielen Logikfehler. So wird sich gefragt, wie die Haie eine funktionierende Zivilisation aufbauen konnten oder die Menschen auf dem Mond nur mit einem Schlauch im Mund überleben können, obwohl der Temperatur- und Druckunterschied sie ohne Astronautenanzug töten würde. Final resümiert die Seite, dass nur „die treuesten Asylum-Fans den Film amüsant finden werden, alle anderen haben ein Seherlebnis, bei dem auch eine Flasche Wodka nicht helfen kann“.
Im Audience Score, der Zuschauerwertung auf Rotten Tomatoes, erhielt der Film bei weniger als 50 Stimmenabgaben eine Bewertung von 71 %. In der Internet Movie Database hat der Film bei 770 Stimmenabgaben eine Wertung von 2,9 von 10,0 möglichen Sternen (Stand: September 2023).